# Wereldstotterdag
Wereldstotterdag (Engels: International Stuttering Awareness Day) is een internationale dag die jaarlijks plaatsvindt op 22 oktober om aandacht te vragen voor het stotteren. Deze dag werd voor het eerst gevierd in het Verenigd Koninkrijk en Ierland in 1998.